# 灰瓣蹼鹬

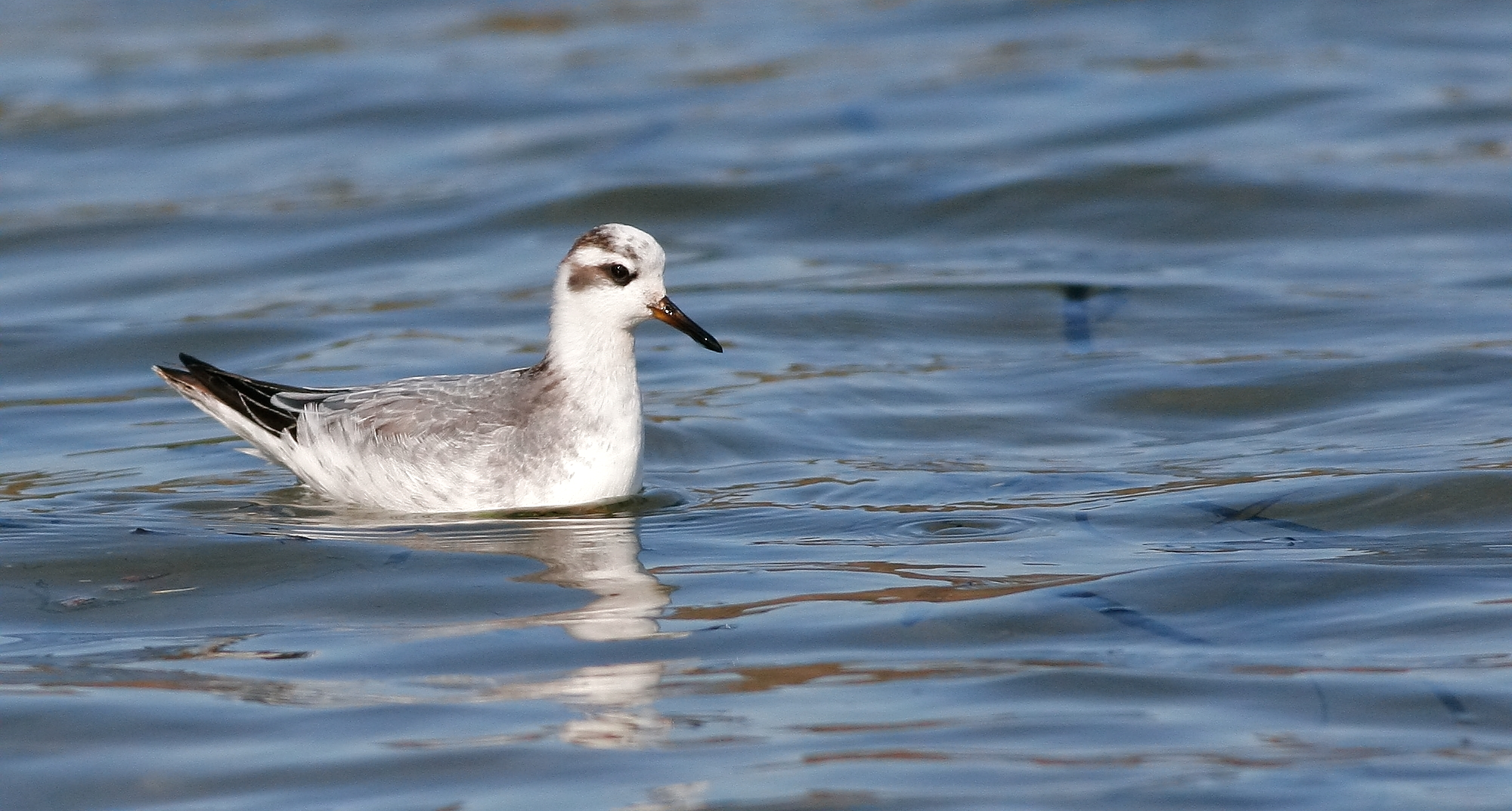
非繁殖羽, 攝於 加利福尼亚博德加湾. 2016.11

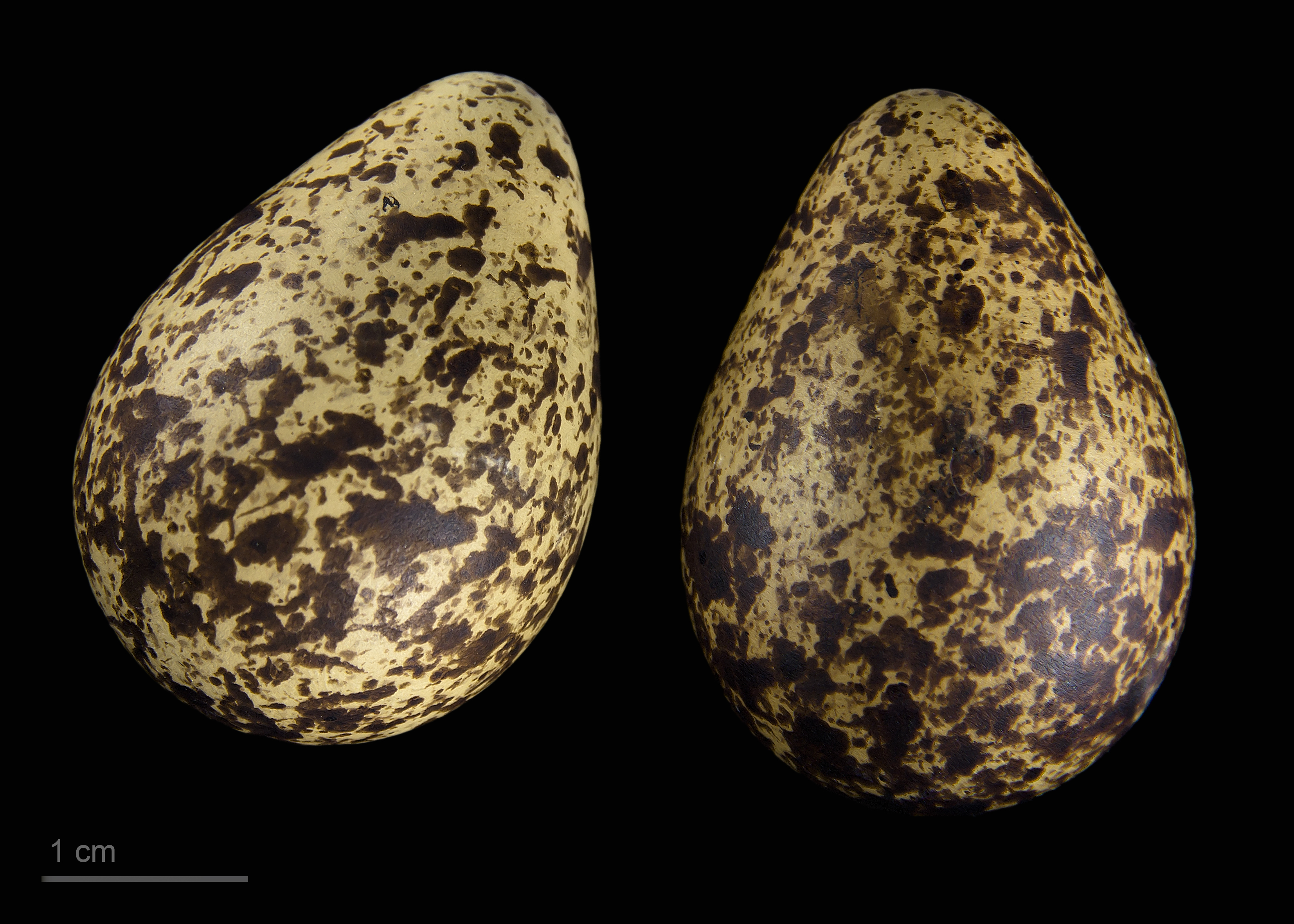
卵 Phalaropus fulicarius

灰瓣蹼鹬（学名：Phalaropus fulicarius）又名灰瓣蹼鷸，为鹬科瓣蹼鹬属的鸟类。是一種小型涉禽。這種瓣蹼鷸繁殖於北美和歐亞的北極地區。牠是遷徙性鳥類，並且不同於一般的涉禽，主要沿著海洋路線遷徙，在熱帶海洋的海上過冬。在中国大陆，分布于新疆、黑龙江、天津、上海等地。该物种的模式产地在加拿大。

## 分類
1750年，英國博物學家喬治·愛德華茲在他的《不常見鳥類的自然史》第三卷中收錄了灰瓣足鷸的插圖和描述。他使用了「紅足鷸」這個英語名稱。愛德華茲根據一個從加拿大哈德遜灣地區帶到倫敦的標本進行了手工上色的版畫，此標本由詹姆士·伊舍姆帶來。當瑞典博物學家卡爾·林奈在1758年更新他的自然系統以出版自然系統第十版時，他將灰瓣足鷸與瓣蹼鷸和鷸放在Tringa屬中。林奈提供了一個簡短的描述，創造了二名法Tringa fulicaria並引用了愛德華茲的作品。灰瓣足鷸現在是1760年由法國動物學家馬蒂蘭·雅克·布里松引入的瓣足鷸屬（Phalaropus）中的三個物種之一。此物種為單型種：沒有亞種被認可。
瓣蹼鷸的英語名稱和屬名通過法語phalarope和科學拉丁語Phalaropus來自古希臘語phalaris，意思是「白冠雞」，以及pous，意思是「足」。種名fulicarius來自拉丁語fulica，意思是「白冠雞」。白冠雞和瓣蹼鷸都具有蹼狀趾。

## 描述

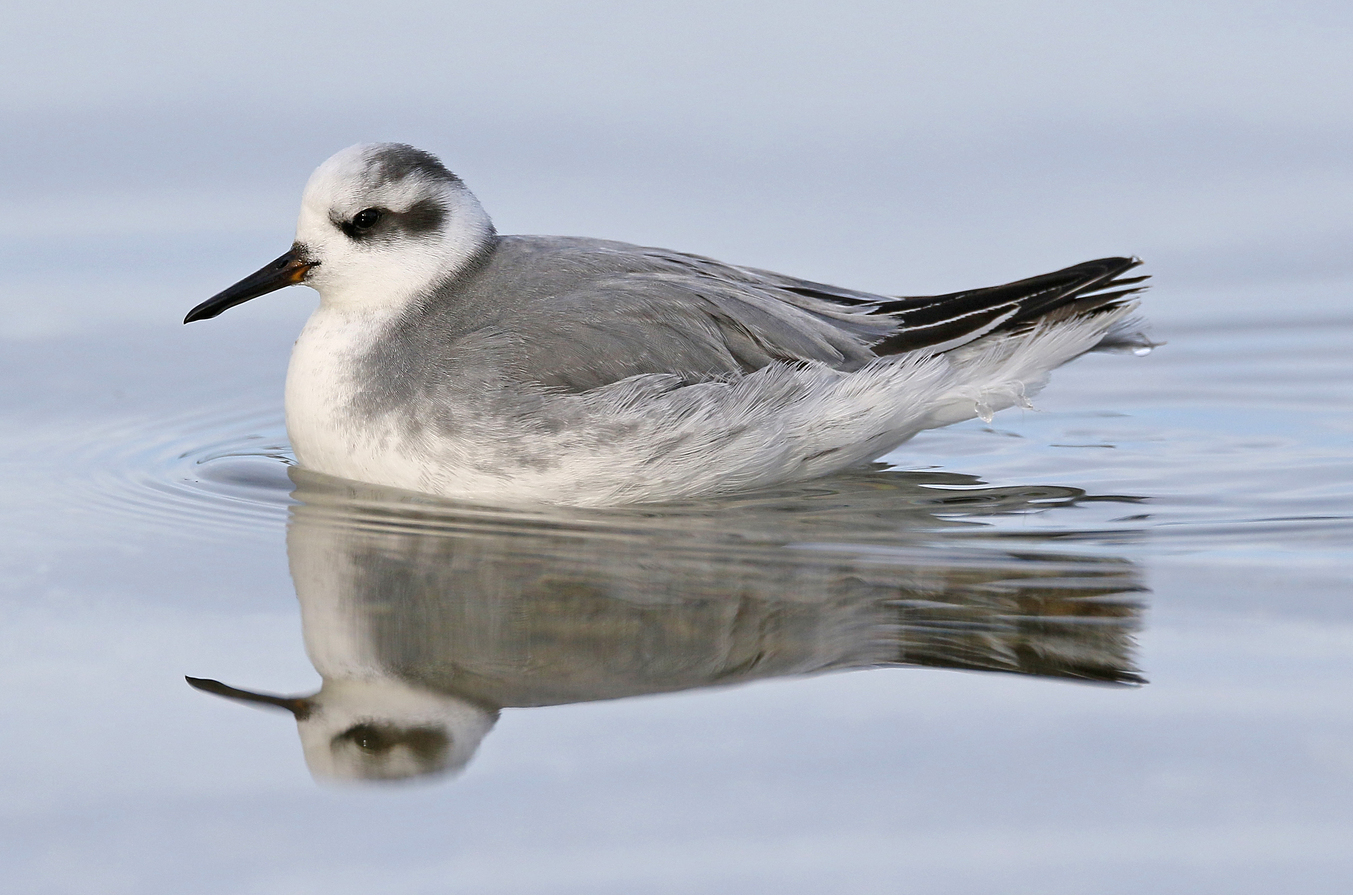
非繁殖羽

灰瓣足鷸的體長約為21 cm（8.3英寸），具有蹼狀趾和比灰瓣足鷸稍厚的直喙。繁殖期的雌鳥主要是深棕色和黑色的背部，腹部呈紅色，臉頰有白色斑塊。喙為黃色，尖端為黑色。繁殖期的雄鳥顏色比雌鳥暗淡。幼鳥背部呈淺灰色和棕色，腹部呈黃褐色，眼睛周圍有深色斑塊。冬季時，羽毛基本上是上灰下白，但黑色眼斑始終存在。冬季時喙為黑色。牠們的叫聲是一種短促的beek。
| 標準測量值 | 標準測量值                    |
| ---------- | ----------------------------- |
| 長度       | 200—230 mm（7.7—9英寸）       |
| 重量       | 55 g（1.9 oz）                |
| 翼展       | 430 mm（17英寸）              |
| 翅膀       | 121—132 mm（4.8—5.2英寸）     |
| 尾巴       | 58.5—67.1 mm（2.30—2.64英寸） |
| 喙峰       | 21—23 mm（0.83—0.91英寸）     |
| 蹠骨       | 21.8—23 mm（0.86—0.91英寸）   |

## 繁殖

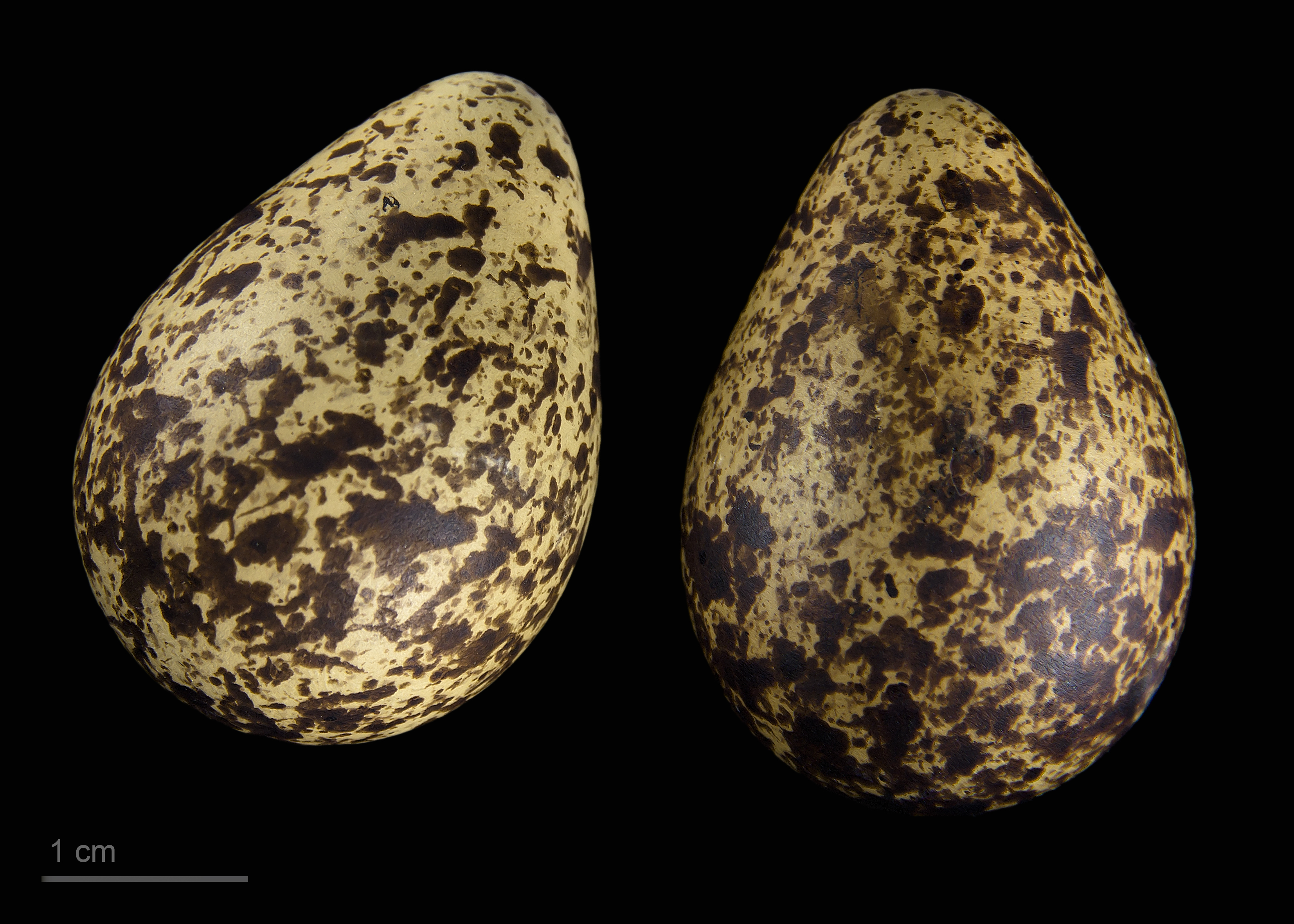
Phalaropus fulicarius - 土魯斯博物館

在三種瓣蹼鷸物種中，典型的鳥類性別角色是顛倒的。雌鳥比雄鳥體型更大，顏色更鮮豔。雌鳥追逐雄鳥，爭奪築巢地區，並會積極保護牠們的巢穴和選擇的配偶。一旦雌鳥產下橄欖棕色的蛋，牠們便開始向南遷徙，留下雄鳥孵化蛋並照顧幼鳥。每窩產下三到六顆蛋，巢穴位於靠近水的地面上。孵化期持續18到19天。幼鳥主要自行覓食，並在出生後18天內能夠飛行。

## 行為
在覓食時，灰瓣足鷸經常會在水中快速游成一個小圈，形成一個小漩渦。這種行為被認為有助於通過使淺水底部的食物上升來覓食。牠們會用喙伸進漩渦的邊緣，從中撿取小型昆蟲或甲殼類動物。牠們有時也會飛起來捕捉飛行中的昆蟲。在公海上，牠們會出現在海洋洋流匯聚並產生上升流的地區，且經常出現在鯨魚群附近。在繁殖季節之外，牠們經常成群結隊旅行。
這種鳥類通常非常溫馴且容易接近。

## 狀態與保育
灰瓣足鷸是非歐亞遷移性水鳥協定（AEWA）適用的物種之一。